# Piotr Bekétov

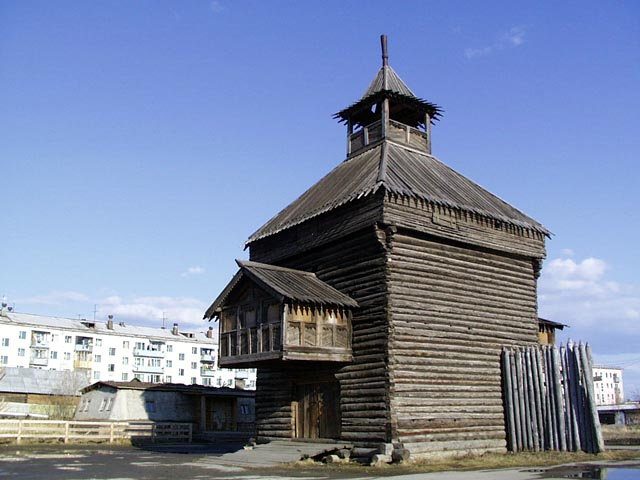
Una torre del Ostrog Yakutsk

Piotr Ivánovich Bekétov (del ruso: Пётр Иванович Бекетов) (сa. 1600 - ca. 1661) fue un prominente cosaco, explorador de Siberia y fundador de muchas ciudades, como Yakutsk (1631), Chitá (1653) y Nérchinsk (1654).

## Exploración de Siberia
Bekétov comenzó su servicio militar como guardia (streltsí) en 1624 y fue enviado a Siberia en 1627. Fue nombrado voevoda de Eniséi y procedió en su primer viaje con el fin de recaudar impuestos de los buriatos de Zabaykalye. Logró superar los rápidos del río Angará y llevó a cabo su misión con éxito y fue el primer ruso en entrar en Buriatia, donde fundó el primer asentamiento ruso, la fortaleza (Ostrog) Rýbinski.
Bekétov fue enviado al río Lena en 1631 y al año siguiente él y sus cosacos fundaron Yakutsk, que se convirtió en una base para otras expediciones hacia el este. Bekétov envió a su cosacos para explorar el río Aldán y aguas más abajo en el propio Lena, para fundar nuevas fortalezas y recaudar impuestos de los locales. En 1640 transportó los impuestos recaudados a Moscú, donde a su llegada fue nombrado comandante de los streltsí y de los cosacos y, en 1641, Bekétov regresó al Ostrog Eniséi ya como jefe de la fortaleza.
En 1652 puso en marcha el segundo viaje de recogida de impuestos a Buriatia, y en 1653 los cosacos de Bekétov remontaron el río Selengá y fundaron una nueva fortaleza, Ostrog Irguenski, en la margen derecha del río Jilok. Después de superar ese otoño los montes Yáblonovy, pasaron a la cuenca del Amur y en las orillas del río Ingodá construyeron un asentamiento de invierno, que se convertirá en la actual ciudad de Chitá. En el año siguiente, los cosacos de Bekétov fundaron la futura Nérchinsk. En 1655, sus cosacos fueron sitiados en el Ostrog Shílkinski (la actual ciudad de Shilka) por buriatos rebeldes y, después de su pacificación, tuvieron la oportunidad de dejar la fortaleza para seguir explorando la región del río Amur. Bekétov volvió a Tobolsk en 1661, donde se reunió con el protopope Avvakum y probablemente murió en ese mismo año.